# 마거릿 튜더
마거릿 튜더(Margaret Tudor, 1489년 11월 28일 ~ 1541년 10월 18일)는 스코틀랜드의 제임스 4세와의 혼인으로 1503년부터 1513년까지 스코트인의 왕비였으며, 그녀의 남편이 잉글랜드와 싸우다 전사한부터는 아들 제임스 5세의 섭정이였다. 웨스트민스터궁에서 헨리 7세와 요크의 엘리자베스의 장녀로 태어났으며, 마거릿 보퍼트, 에드워드 4세, 엘리자베스 우드빌의 손녀이기도 하다. 마거릿 튜더는 여러 차례 임신을 했으나 자녀 대부분이 어린 나이에 죽거나 유산되었다. 왕태후 시절에 제6대 앵거스 백작 아치볼드 더글러스와 혼인했다. 첫 번째와 두 번째 혼인을 통해서 마거릿은 각각 스코트인의 여왕 메리와 메리의 두 번째 남편 단리 경 헨리 스튜어트의 할머니이기도 했다.
1489년 11월 29일에 태어난 그녀는 30일 -성 안드레아의 축일- 에 스코틀랜드의 유일한 왕족 출신 성인에게 바쳐진 웨스트민스터의 세인트 마거릿 성당에서 세례를 받았다. 마거릿은 총 세 번 결혼하였다.